# Андреа де Чезарис
Андреа де Чезарис (на италиански: Andrea De Cesaris) е италиански автомобилен състезател, пилот от Формула 1. Носител е на рекорд за най-дълга кариера без нито 1 победа (208 състезания + 2 дисквалификации и 4 неуспешни квалификации, общо 214 участия) във Формула 1. Известен също така и като Андреа де „Крашерис“ (Crasheris – Чупещия), заради многото инциденти в началото на своята кариера. Въпреки че тази му слава остава през годините, той съзрява и се превръща в бърз и надежден пилот, но рядко има шанса да седне в достоен за качествата му болид. През 2005 и 2006 г. участва в Гран При Мастърс сериите – серии за бивши пилоти от Формула 1. Умира на 5 октомври 2014, след като губи контрол върху своя мотоциклет на магистралата „Гранде Ракордо Ануларе“ в Рим.

## Състезателна кариера

### Ранни години и дебют във Формула 1
Де Чезарис е многократен картинг шампион, известен с бързината и недобре преценени маневри. Във Формула 3 завършва втори след серия отпадания, които му костват титлата. Дори след инцидент чупи врата на Найджъл Менсъл. Навлиза във Формула 1 в последните състезания на сезон 1980 г., като замества Виторио Брамбила, известен с прякора си „Горилата от Монца“, който от своя страна е заменил загиналия на Хокенхаймринг Патрик Депайе. Едва на 21 години де Чезарис дебютира в Канада и отпада след едва 8 обиколки заради проблем с двигателя. Второто му състезание, което е и последно за сезона, в САЩ е още по-кратко – той изминава 2 обиколки и потвърждава славата си, като се блъска.

### В Макларън
Показаното обаче е достатъчно, за да продължи кариерата му. В немалка степен това се дължи и на цигарения концерн „Марлборо“, които са негови спонсори и поддържат италианеца през цялата му кариера, с изключение на периода му в Лижие и Брабам. По това време Марлборо придобиват контрола върху Макларън и го обединяват с тима на Рон Денис. Това дава възможност на де Чезарис да кара за този тим през 1981 година. Андреа затвърждава славата си и от 14 състезания не завършва 9 пъти, като се носят слухове, че толкова много уврежда колите, че механиците отказват да ги поправят, а направо му доставят нова. Печели 1 единствена точка срещу 27 на съотборника си Джон Уотсън – крайно незадоволителен резултат. По това време се ражда и прякорът му – де Крашерис – конкретният повод е, че на Голяма награда на Монако той удря на старта Марио Андрети и двете коли отпадат.

### В Алфа Ромео
За 1982 г. де Чезарис се връща в Алфа Ромео – друг тим, спонсориран от Марлборо. Де Чезарис е твърдо решен да покаже, че се е променил, а този сезон става най-младия пилот, печелил пол позишън – това става в САЩ. Де Чезарис става и вторият пилот въобще, който стартира от първа позиция за Алфа Ромео от 1952 г. Въпреки това все още показва неопитност – задминавайки кола с обиколка той вдига юмрук и пропуска да смени скорост, което позволява на Ники Лауда да го задмине, а малко по-късно отново катастрофира. Оттогава, според мнозина, де Чезарис редува редки моменти на брилянтност с по-чести моменти на непостоянство. През този сезон за първи път стъпва на подиума – в Монако, печели още 1 точка в Канада. В Монако всъщност има възможност дори да е по-напред, след като Дидие Пирони отпада в последната обиколка, но му свършва горивото. Така друг италианец – Рикардо Патрезе печели първата си победа. 1983 г. де Чезарис показва още по-добри резултати, всъщност това му е и най-добрата година. Първите си точки за сезона печели по впечатляващ начин – второ място на Хокенхаймринг, карайки своята турбо Алфа Ромео. През сезона постига още едно второ място – на Килами, завършвайки на 9,319 секунди от Патрезе. Второ място е най-доброто му класиране в цялата кариера, а освен тези 2 класирания на това място, де Чезарис никога повече няма да го постигне. През този сезон показва колко несправедлив е прякорът му, постигайки много стабилни резултати. На Спа дори води колоната 18 обиколки, преди проблем с двигателя да го изхвърли от надпреварата.

### В Лижие
Следват 2 посредствени години прекарани в Лижие, въпреки че тима има мощни двигатели от Рено. 1984 г. е повече от разочароваща и Андреа печели едва 3 точки. 1985 г. започва със силно четвърто място в Монако и това дава надежди на тима. В Голямата награда на Австралия обаче де Чезарис отново претърпява свирепа катастрофа на 13-а обиколка и се блъска в необезопасен участък от трасето. Има късмет, че излиза жив, но е извън форма за състезанието в Нидерландия. Собственикът на тима – Ги Лижие губи търпение и го уволнява, заявявайки в типичния си стил „Не мога повече да си позволя услугите на този младеж“.

### В Минарди
Опитвайки се да възобнови кариерата си във Формула 1, през 1986 г. де Чезарис плаща за мястото си да кара в слабия италиански тим на Минарди. С твърде тежка, бавна и ненадеждна кола, Андреа получава бързо репутация и на „тапа“, когато трябва да го изпреварят с обиколка. Още по-лошото е, че съотборникът му Алесандро Нанини се представя далеч по-добре, макар и да не спечелва нито 1 точка. Това е първият цял сезон и за де Чезарис, без да спечели точка.

### В Брабам
1987 г. де Чезарис преминава в тима на Брабам. Слуховете твърдят, че причината за това е седемцифрена сума в долари, които плащат неговите спонсори на собственика на тима Бърни Екълстоун, за когото тази година му е последна на този пост. Въпреки това именно в този тим де Чезарис показва истинската си скорост. Качва се на подиума в Спа, оставайки единствено зад Ален Прост и Стефан Йохансон. Въпреки това не завършва нито едно от останалите състезания. Обикновено прави добри квалификации, но супермощният двигател на БМВ не издържа цяла състезателна дистанция.

### В Риал
1988 г. Брабам не участват в шампионата и де Чезарис е свободен да си търси нов тим. Той го намира в новосформирания тим Риал, управляван от германеца Гюнтер Шмид. Колата изглежда изключително тънка, а де Чезарис в нея – прекалено открит и незащитен. Но, снабдена с двигател Косуърт и уменията на пилота, колата на Андреа се класира добре в квалификации и достига чудесното четвърто място в Голяма награда на САЩ-Изток в Детройт.

### В Далара
За сезон 1989 г. де Чезарис отива в тим, където е почти като у дома си – червено бяла и спонсорирана от Марлборо кола. Но не Скудерия Ферари, а Далара, известни също и като Скудерия Италия. Началото е също обнадеждаващо. Експерт на Монако, Андреа е напът да спечели подиум там, но в последния момент е изпреварен от Нелсън Пикет. Де Чезарис губи контрол и е запратен от Пикет в стената. В следващото състезание изостава на старта заради проблем, а после отнема възможността от подиум на тима, удряйки се в съотборника си Алекс Кафи. „Извинението“ е още на следващото състезание в Канада, където завършва трети в дъжда, зад Тиери Бутсен и Патрезе. Това е и последният подиум за де Чезарис. Доброто постижение на Далара не е повторено през 1990 г. С много коли, ползващи двигатели Косуърт или Джуд, битката в средата на колоната е ожесточена, а проблем за тима е и издръжливостта. Де Чезарис отново не печели нито 1 точка, като дори не успява да се класира за състезанието в Германия.

### В Джордан
Кариерата на де Чезарис отново изглежда е пред своя край. След сезона е изгонен от Далара и на негово място идва Джей Джей Лехто. Въпреки това намира място – в дебютиращия през 1991 г. отбор на Еди Джордан – Джордан Гран При. Считан за откривател на млади таланти, Джордан забелязва де Чезарис още докато кара за неговия тим във Формула 3, но причината да го наеме, както по-късно си признава е друга: опитът и парите на Марлборо. Джорданът е един от най-интересните коли във Формула 1. Умело са съчетани красотата, заедно с простота на механиката и бързина. Де Чезарис обърква скоростите в преквалификацията на първото състезание и не се класира. Но успехът предстои. Де Чезарис отново е бърз на Монако и е напът да класира тима в точките, но се къса жилото и отпада. В Канада завършва на четвърто място. След това затваря устата на скептиците, че това е плод на късмет като завършва четвърти и в Голямата награда на Мексико още следващото състезание. Във Франция завършва за трети пореден път в точките – шести. Освен това взема и две точки от Германия. Скоростта му никога не е поставяна под съмнение, но де Чезарис вече е натрупал опит и кара повече с главата, а не със сърцето си. Най-славният му ден е на пистата в Белгия. Тогава е и дебютът на новия му съотборник, по-късно легенда Михаел Шумахер. Но докато германеца отпада в първата обиколка още, де Чезарис се изкачва до втора позиция. Той дори настига лидера Айртон Сена и е напът да го изпревари, когато двигателят му гръмва. Не успява да спечели, но на всички е ясно, че с добра кола де Чезарис може много.

### В Тирел
Въпреки че Еди Джордан иска да го задържи и за сезон 1992 г., финансовата ситуация е друга и това е невъзможно. Джордан има големи дългове от първия си сезон. Затова тима сключва спонсорски договор с конкурентна на Марлборо цигарена компания, а това означава, че не може да разчита на Андреа и неговия спонсор. Кен Тирел бързо обаче намира място за де Чезарис в своя отбор Тирел. Де Чезарис завършва пети във второто състезание в Мексико, карайки по впечатляващ начин – след като се завърта в началото, той си проправя път до точките, изпреварвайки по начин Жан Алези с Ферари. Болидът на Тирел, използващ двигател Илмор, се оказва сносна машина и де Чезарис завършва още 3 пъти в точките, включително и на четвърто място в Япония. 1993 г. обаче е съвсем различна. Този път Ямаха доставят двигатели за тима. Колата се оказва по-тежка и ненадеждна и де Чезарис за трети път завършва сезона без точка.

### Последен сезон
През 1994 г., за първи път от 1980 г. де Чезарис няма отбор в началото на сезона. Преговорите с няколко малки тима се провалят и Андреа остава без кола за първото състезание в Бразилия. Но точно на това състезание пилотът на Джордан – Еди Ървайн е наказан за 3 състезания, заради предизвикване на масова катастрофа. На следващото състезание Агури Сузуки кара колата на Ървайн, но не впечатлява. Еди Джордан не се колебае дълго и наема отново де Чезарис за 2 старта. Де Чезарис напомня за старата си слава и се блъска още на тестовете преди първото си състезание. На трагичното състезание Имола отново катастрофира, оправдавайки се, че е в слаба форма, тъй като не е карал цели 6 месеца в състезание. Но, доказвайки за сетен път, че е майстор в Монако, той се опазва от сблъсъци и завършва четвърти. Ървайн се завръща за следващото състезание, но собственикът на Заубер Ф1 – Петер Заубер забелязва добрата форма на де Чезарис. В Монако се контузва тежко един от неговите пилоти – Карл Вендлингер и така се освобождава място за Андреа. Първото състезание за Заубер, в Канада, е номер 200 за де Чезарис. Отпада след 24 обиколки, но на следващото във Франция отново е в точките. Кариерата на де Чезарис приключва както е започнала – отпада в Голяма награда на Европа, последен старт за 1994 г. След това Заубер спазва обещанието си да върне Вендлингер, ако се възстанови напълно. Впоследствие той никога не си връща старата форма, но когато Петер Заубер търси де Чезарис, той е на почивка. Така вместо него в кокпита сяда Джей Джей Лехто, а кариерата на Андреа като пилот във Формула 1 окончателно приключва.